# دیل هاوکینز
دیل هاوکینز (انگلیسی: Dale Hawkins؛ ۲۲ اوت ۱۹۳۶ – ۱۳ فوریهٔ ۲۰۱۰) یک موسیقی‌دان اهل ایالات متحده آمریکا بود.